# سأشتاق إليك (أغنية غيمس)
سأشتاق إليك (بالفرنسية: Tu vas me manquer)‏ وهي إصدار منفرد لمغني الراب الكونغولي غيمس، تم إصدارها في 22 ديسمبر 2015 وهي إصدار منفرد في جزء الحبة الزرقاء لألبومه الثاني قلبي كان على حق.

## التصنيف والشهادات

### التصنيف الأسبوعي
| التصنيف                                                     | أفضل مرتبة |
| ----------------------------------------------------------- | ---------- |
| تصنيف الألبومات البلجيكية (أولتراتوب فلاندرز)               | 28         |
| تصنيف الألبومات الفرنسية (الاتحاد الوطني للنشر الفونوغرافي) | 6          |